# Маврић
Маврић (алб. Mavriq) је насеље у општини Вучитрн на Косову и Метохији. Након 1999. село је познато и као Маврај (алб. Mavraj). Према попису становништва на Косову 2011. године, село је имало 404 становника., већину становништва чине албанци.

## Географија
Село је у равници, поред реке Ситнице, збијеног типа, оранице плодне, лукиња, на којој успевају све житарице, поврће и воће. Повезано је са системом за наводнавање и асфалтним путем. Смештено је поред реке Ситнице на обали са десне стране. Удаљено од Вучитрна око 5 km. Налази се између села Недаковца и Пестова.

## Историја
До другог светског рата било је засела Недаковца. Нема доказа да је некада постојало посебно село, из чега произилази да је увек било у саставу Недаковца. По исељењу Срба 1878. године у Топлицу дошли су албански мухаџири из топличких села и ту се задржали до доласка колониста. После првог светског рата у ово село је дошло је 5 кућа колониста, који су купили имања од Албанаца који су се иселили у Турску. Затечено је неколико кућа Срба староседелаца. Њихово гробље је у Пестову.

## Учесници Другог светског рата (1941—47)
- Арсић Живко
- Арсић Раде
- Арсић Славко
- Арсић Светислав
- Бекрић Анђелко
- Бекрић Рашо
- Јарић Милан
- Јарић Милош
- Милић Живојин
- Милић Љубо
- Миленковић Божо
- Миленковић Драган
- Михајловић Драги
- Михајловић Михајло[4]

## Погинули у другом светскомг рату (1941—47)
- Арсић Живко, у Бару 1945.
- Јарић Милан, Краљево 1941.
- Миленковић Драган, Румунија 1945.

## Жртве Другог светског рата
- Бекрић Ивко, са сином, 1945. у кући, од балиста
- Бекрић Матеја, 1945. у кући, од балиста.

## Одсељени 1941—93
- Бекрић Милан 1970, сам., Приштина
- Бекрић Милорад 1972, сам., Александровац
- Бекрић Рашо 1963, са 5 чл., Приштина
- Јарић Милош 1945, сам, Вучитрн
- Јарић Урош 1987, са 5 чл., Обреновац
- Милић Благица 1956, сама., Косовска Митровица
- Милић Владо 1971, са 5 чл., Топлица
- Милић Љубо 1961, сам., Краљево
- Милић Ранко 1962, са 4 чл., Топлица
- Милић Славиша 1983, сам., Лазаревац
- Миленковић Љубо 1950, сам., Приштина

Свега 10 домаћинстава са 25 чланова. До рата 1999. године у овом селу је живело 11 српских домаћинтава са 42 члана, од тога старачка два са по 2 члана.

## Демографија
| Година       | 1948 | 1953 | 1961 | 1971 | 1981 | 1991 | 2011 |
| ------------ | ---- | ---- | ---- | ---- | ---- | ---- | ---- |
| Становништво | 99   | 107  | 138  | 189  | 221  | 232  | 404  |

|  |

## Становништво
| Етнички састав према попису из 1961.‍ | Етнички састав према попису из 1961.‍ | Етнички састав према попису из 1961.‍ | Етнички састав према попису из 1961.‍ | Етнички састав према попису из 1961.‍ |
| ------------------------------------ | ------------------------------------ | ------------------------------------ | ------------------------------------ | ------------------------------------ |
|                                      |                                      |                                      |                                      |                                      |
| Срби                                 | Срби                                 |                                      | 124                                  | 89,8%                                |
| Албанци                              | Албанци                              |                                      | 12                                   | 8,7%                                 |
| Црногорци                            | Црногорци                            |                                      | 2                                    | 1,4%                                 |
| Укупно: 138                          |                                      |                                      |                                      |                                      |

| Етнички састав према попису из 1971.‍ | Етнички састав према попису из 1971.‍ | Етнички састав према попису из 1971.‍ | Етнички састав према попису из 1971.‍ | Етнички састав према попису из 1971.‍ |
| ------------------------------------ | ------------------------------------ | ------------------------------------ | ------------------------------------ | ------------------------------------ |
|                                      |                                      |                                      |                                      |                                      |
| Срби                                 | Срби                                 |                                      | 96                                   | 50,7%                                |
| Албанци                              | Албанци                              |                                      | 84                                   | 44,4%                                |
| Црногорци                            | Црногорци                            |                                      | 8                                    | 4,2%                                 |
| Укупно: 189                          |                                      |                                      |                                      |                                      |

| Етнички састав према попису из 1981.‍ | Етнички састав према попису из 1981.‍ | Етнички састав према попису из 1981.‍ | Етнички састав према попису из 1981.‍ | Етнички састав према попису из 1981.‍ |
| ------------------------------------ | ------------------------------------ | ------------------------------------ | ------------------------------------ | ------------------------------------ |
|                                      |                                      |                                      |                                      |                                      |
| Албанци                              | Албанци                              |                                      | 133                                  | 60,18%                               |
| Срби                                 | Срби                                 |                                      | 87                                   | 39,37%                               |
| Црногорци                            | Црногорци                            |                                      | 1                                    | 0,4%                                 |
| Укупно: 221                          |                                      |                                      |                                      |                                      |

| Етнички састав према попису из 2011.‍ | Етнички састав према попису из 2011.‍ | Етнички састав према попису из 2011.‍ | Етнички састав према попису из 2011.‍ | Етнички састав према попису из 2011.‍ |
| ------------------------------------ | ------------------------------------ | ------------------------------------ | ------------------------------------ | ------------------------------------ |
|                                      |                                      |                                      |                                      |                                      |
| Албанци                              | Албанци                              |                                      | 404                                  | 100%                                 |
| Укупно: 404                          |                                      |                                      |                                      |                                      |